# Chuaj-an
Chuaj-an (čínsky pchin-jinem Huái'ān, znaky 淮安), do roku 2001 Chuaj-jin (čínsky pchin-jinem Huáiyīn, znaky zjednodušené 淮阴, tradiční 淮陰), je městská prefektura v Čínské lidové republice, kde patří k provincii Ťiang-su.
Celá prefektura má rozlohu 9 971 čtverečních kilometrů a v roce 2010 v ní žilo bezmála pět milionů obyvatel, z toho dva a půl milionu v urbanizovaném centru; v roce 2020 v ní žilo čtyři a půl milionu obyvatel.

## Poloha
Chuaj-an leží v severní části provincie Ťiang-su ve východní Číně. Hraničí na severozápadě se Su-čchienem, na severu s Lien-jün-kangem, na východě s Jen-čchengem, na jihu s prefekturou Jang-čou a na západě s provincií An-chuej.

## Administrativní dělení
Městská prefektura Chuaj-an se dělí na sedm celků okresní úrovně, a sice čtyři městské obvody a
tři okresy.
| jezero · Chung-ce jezero · Kao-jou Chuaj-an Chuaj-jin Čching-ťiang-pchu Chung-ce okres · Lien-šuej okres · Sü-i okres · Ťin-chu |          |                       |                    |                                  |
| Název | Název    | Počet obyvatel (2020) | Rozloha km² (2020) | Hustota zalidnění (obyv. na km²) |
| český přepis | znaky    | Počet obyvatel (2020) | Rozloha km² (2020) | Hustota zalidnění (obyv. na km²) |
| Městské obvody |          |                       |                    |                                  |
| Chuaj-an | 淮安区   | 785 272               | 1 460              | 538                              |
| Chuaj-jin | 淮阴区   | 748 791               | 1 315              | 569                              |
| Čching-ťiang-pchu | 清江浦区 | 1 010 704             | 439                | 2 305                            |
| Chung-ce | 洪泽区   | 285 097               | 1 236              | 231                              |
| Okresy |          |                       |                    |                                  |
| Lien-šuej | 涟水县   | 829 699               | 1 679              | 494                              |
| Sü-i | 盱眙县   | 607 211               | 2 506              | 242                              |
| Ťin-chu | 金湖县   | 289 456               | 1 328              | 216                              |
| |          |                       |                    |                                  |
| Celkem | Celkem   | 4 556 230             | 9 971              | 457                              |

## Významní rodáci
- Wu Čcheng-en (1500–1582), spisovatel éry dynastie Ming, autor Putování na západ
- Čou En-laj (1898–1976), jeden z vůdců Komunistické strany Číny, dlouholetý premiér Čínské lidové republiky

## Partnerská města
- Beerševa, Izrael (1. říjen 2004)
- Cuenca, Ekvádor (20. duben 1993)
- Fiumicino, Itálie
- Homel, Bělorusko (19. červen 1997)
- Kašiwazaki, Japonsko (29. říjen 1995)
- Kibičúó, Japonsko (1. říjen 2004)
- Magnitogorsk, Rusko (24. říjen 2012)
- Milton Keynes, Spojené království
- Płock, Polsko (8. červenec 2010)
- Provincie Lucca, Itálie (27. září 2000)
- Saint Thomas, Kanada (12. červen 2012)
- Sassnitz, Německo (9. červen 2007)
- Vénissieux, Francie (2. červenec 1988)
- Wanju County, Jižní Korea (22. duben 1999)
- Yorba Linda, Kalifornie, USA (3. květen 1998)